# Xerococcus
Xerococcus é um género botânico pertencente à família Rubiaceae.